# Schizopathes crassa
Schizopathes crassa är en korallart som beskrevs av Brook 1889. Schizopathes crassa ingår i släktet Schizopathes och familjen Schizopathidae. Inga underarter finns listade i Catalogue of Life.